# Сан Фратело
Сан Фратело (итал. San Fratello) је насеље у Италији у округу Месина, региону Сицилија.
Према процени из 2011. у насељу је живело 3942 становника. Насеље се налази на надморској висини од 666 м.

## Становништво
Према резултатима пописа становништва 2011. у општини је живело 3.942 становника.
| 1931. | 1936. | 1951. | 1961. | 1971. | 1981. | 1991. | 2001. | 2011. |
| ----- | ----- | ----- | ----- | ----- | ----- | ----- | ----- | ----- |
| 8.199 | 8.240 | 8.165 | 8.008 | 6.457 | 5.420 | 5.055 | 4.561 | 3.942 |

## Партнерски градови
- Виђу